# 生命冲力
生命冲力（Élan vital）是由法国哲学家亨利·伯格森于1907年在其哲学著作《创造进化论》中提出。该词在英语中一般被译作 Vital Impetus ，但批评者一般称其为 生命力（vital force）。
这是对于生物进化和发展的一种假说。

## 前身
该假说的思想可以前至古希腊斯多葛派哲学家波希多尼提出的“生命力”假说，即太阳将生命力带到地球表面的所有生物上。
该假说也与叔本华的生命意志（Will-to-live）相似。